# إغتيلات كولشيستر 2014
في 29 مارس / آذار 2014، تعرض جيمس أتفيلد البالغ من العمر 33 عاماً، الذي أصيب في الدماغ بعد حادث سيارة سابق في عام 2010، للطعن حتى الموت في مدينة كولشيستر في المملكة المتحدة. بعد ثلاثة أشهر، في 17 يونيو، طعنت ناهد المانع، وهي طالبة سعودية تبلغ من العمر 31 عاماً من جامعة إسيكس، حتى الموت. واعتُقل الشاب جيمس فيرويذر أثناء التخطيط لقتل ثالثة في مايو / أيار 2015. وفي يناير / كانون الثاني 2016، أعلن أنه مسؤول عن الوفيتين. وفي إبريل / نيسان 2016، أُدين بالجريمة وحكم عليه بالسجن لمدة لا تقل عن 27 سنة في السجن.

## المغتالون

### ناهد المانع
ناهد بنت ناصر بن محمد بن مخلف بن مانع الزيد كانت طالبة سعودية مبتعثة لدراسة الدكتوراه بجامعة إسيكس في مدينة كولشيستر الواقعة في بريطانيا.
كانت تبلغ من العمر 31 سنة حين قُتلت وهي تمشي في أحد الشوارع الواقعة بمدينة كولشستر حيث كانت متجهة في طريقها إلى الجامعة. وجدت وهي تنزف حتى الموت في حوالي الساعة 10:40 من صباح يوم الثلاثاء 17 يونيو 2014، بعدما تلقت 16 طعنة.
وكانت ناهد قد بدأت في برنامج للغة الإنجليزية في الأكاديمية الدولية بجامعة إسيكس، المقرر إنهاؤه في شهر أغسطس 2014،
لتتمكن من متابعة دراستها بالجامعة والحصول على درجة الدكتوراه في مجال علم الأحياء.
ناهد المانع من أهالي مدينة سكاكا الواقعة شمال السعودية، وكانت قد اضطرت للابتعاث إلى مدينة كولشستر حتى لا تخسر وظيفتها كمعيدة في جامعة الجوف التي نالت منها على درجة الماجستير، وأرادت متابعة دراستها بجامعة ايسكس للحصول على الدكتوراه في مجال علم الأحياء. كانت ناهد المانع تسكن مع شقيقها في سكن قريب من الجامعة.
كما بدأت في برنامج للغة الإنجليزية في الأكاديمية الدولية بجامعة إسيكس، المقرر إنهاؤه في شهر أغسطس 2014.
وقد قال عنها رئيس الأكاديمية الدولية بالجامعة، ريتشارد بارنارد: «انضمت ناهد إلى هذا البرنامج وقد كانت طالبة مجتهدة جداً ذات ضمير حي، وكانت تحرز تقدماً ممتازاً. كانت عضوة هادئة ومحترمة جداً، كانت لديها طموحات للانتقال إلى المزيد من الدراسات الأكاديمية. سوف تفتقد كثيرا من قبل معلميها وزملائها الطلاب».
أثناء مرورها بأحد الشوارع المؤدية من سكنها إلى الجامعة، قابلها الجاني وطعنها حتى الموت وذلك بعد أن تلقت 16 طعنة، وقد وجدت في حوالي الساعة 10:40 من صباح يوم الثلاثاء 17 يونيو 2014.
قام آلاف السعوديين بتشييع جنازة ناهد المانع وكان ذلك في 26 شعبان 1435 هـ الموافق 23 يونيو 2014، وتمت الصلاة عليها في جامع خادم الحرمين الشريفين بمدينة سكاكا الواقعة بمنطقة الجوف، وقد تم دفنها في مقبرة «اللقائط».

## عملية البحث والقبض على المتهم
كانت ملابس ناهد المانع إحدى خيوط التحقيق، فقد قالت الشرطة أن ملابسها المميزة والحجاب هي خط رئيسي للتحقيق، وهنالك إمكانية أن الهجوم «المسعور» كان بدوافع دينية، وقد قال ديت سبت هاوكينغز، رئيس الجرائم الكبرى لشرطة إسكس: «هذه الجريمة ارتكبت على شارع مزدحم حيث تتوقع أن تجد عدداً من الناس يمشون فيه. لقد كان الهجوم وقحاً وطائشاً، وهنالك احتمالية كبيرة أن أناساً كانوا هناك وقت الجريمة أو حول ذلك الوقت. طعنت عدداً من المرات. ونحن لا نعرف كم عددها ولكن اثنتان منها كانت جروح كبيرة. كان لديها عدد من الإصابات في الوجه يتفق مع اصابتها في الوجه أو الجزء الخلفي من الرأس».
بعد حدوث الجريمة قامت شرطة كولشستر باحتجاز رجل يبلغ من العمر 52 عاماً كان يُشتبه بأنه الفاعل، كما أشارت الشرطة بأنها عملت على جمع بيانات وشهادات من سكان المنطقة ومن جيران الموقع لغرض التعرف على القاتل، وخصوصاً من الأشخاص الذين استخدموا الطريق ذاته في الفترة ما بين الساعة الثامنة والنصف والحادية عشرة صباحاً وقت وقوع الجريمة.

## الجاني
قامت الشرطة البريطانية في يوم الثلاثاء 26 مايو 2015 بإلقاء القبض على صبي في السادسة عشرة من العمر والتي ذكرت لاحقاً بأنه يدعى «جيمس فيروذر» بتهمة قتل ناهد المانع، وكانت الشرطة قد ألقت القبض عليه بالقرب من موقع الجريمة وهو يضع قفازاً على يديه ويحمل سكيناً، وأكدت الشرطة أن قاتل ناهد المانع هو نفسه من قام بطعن جيمس آتفيلد، حيث وجدوا بأن الجريمتين قد نُفِّذتا بنفس الطريقة.
لاحقاً قام المحامي والوكيل الشرعي عن والد القتيلة «أحمد بن خلف الراشد»، وقال: نحن «أنا ووالد القتيلة»، ننفي ونُنكر ذلك الإعلان، ورأى بأن التهمة قد تم إلصاقها بالمتهم كونه طفل حتى تنتفي منه المسؤولية الجنائية، حيث أن الحدث بمثل هذه السن لا تُقام عليه أي عقوبات جنائية إن كان أقل من 18 عاماً في القانون البريطاني.
في يوم الجمعة 22 يناير 2016 أعلنت الشرطة البريطانية أن قاتل الطالبة السعودية ناهد المانع، اعترف بقتلها بعد نفيه ذلك لعدة أشهر؛ مؤكدة أن محاكمته ستتم في الحادي عشر من شهر أبريل من نفس العام.
ذكر الطبيب النفساني «سيمون هيل» المسؤول عن تقييم الحالة العقلية للجاني بأن الشرطة عثرت في غرفته على مقتنيات تتمثل بوجود فيلم عن «بيتر ساتكليف» المعروف بأشهر سفاح بريطاني، بالإضافة إلى وجود صورة له محفوظة في هاتف فيروذر، كما تم العثور في الغرفة على كتاب عن «أسوأ جرائم شهدها العالم».
كما ذكر الطبيب بأنه كان يخطط ليصبح سفاحاً، وأن ما زعمه من سماعه لأصوات كانت تأمره بالقتل ليست صحيحة وإنما كانت مبنية على أفلام وقصص رعب كان قد اعتاد مطالعتها.

## المحاكمة
قامت المحكمة المركزية بإنجلترا وويلز الواقعة في لندن بإصدار حكمها النهائي في 29 أبريل 2016 على المراهق البريطاني جيمس فيروذر، وذلك بسجنه 27 عاماً، لقتله المبتعثة السعودية ناهد المانع في 17 يونيو 2014 بستة عشر طعنة وكذلك لقتله جيمس آتفيلد وذلك بطعنه 102 طعنة في 23 مارس 2014 وقد كان المجني عليه أباً لثلاثة أبناء، ووقعت كلتا الجريمتين في مدينة كولشيستر.